# Я лишаюся!
«Я лишаюся!» (фр. «Je reste!») — французька комедійна мелодрама 2003 року, знята режисером Діан Кюрі, з Софі Марсо у головній ролі.

## Сюжет
Бертран їсть тільки баранину, п'є тільки бордо, зраджує дружину і обожнює тільки свій велосипед. Талановитий інженер, він захоплений лише своєю кар'єрою і зовсім не цікавиться своєю дружиною Марі-Домінік. Марі-До, познайомившись із симпатичним і уважним сценаристом Антуаном, вступає з ним у зв'язок, і вимагає у Бертрана розлучення. Однак чоловік не має наміру звільняти квартиру, що дісталася їй від батьків, він готовий стати сусідом жінки, яка його ненавидить. Його завзятість викликає інтерес у Антуана, і незабаром він починає співчувати Бертрану. Ця ситуація не влаштовує Марі-До, і тепер вона знає точно: рано чи пізно комусь із них доведеться піти.

## У ролях
- Софі Марсо — Марі-Домінік Дельпір
- Венсан Перес — Бертран Дельпір
- Шарль Берлінґ — Антуан
- Паскаль Робертс — Мамівонн, мати Марі-До
- Франсуа Перро — Джей Сі
- Гарді Крюгер — Джон
- Колет Мер — Женев'єва
- Жан-Клод де Горо — батько Марі-До
- Жан Делл — Каркасонн
- Саша Аллієль — Антуан, син
- Еммануель Катра — Бенуа
- Лоран Бато — Бансарт
- Себастьєн Аддук — Альваро
- Марі-Крістін Демарест — дружина Джей Сі
- Манфред Андрає — Жиль Мермаз
- Жак Дюбі — сусід знизу
- Марі-Франс Міньяль — сусідка знизу
- Ольга Секуліч — стюардеса-блондинка
- Карін Беллі — стюардеса-брюнетка
- Мартіаль Курсьє — збоченець у кіно
- Даніель Сен-Амон — директор кінотеатру
- Марія Дуческі — жінка-лікар
- Марі-Крістіан Адам — продавчиня одягу
- Жан-П'єр Дюран — епізод
- Крістіана Бопп — епізод
- Кароліна Шаніольйо — адвокат
- Жером Марк — епізод
- Мішель Лепріоль — епізод

## Знімальна група
- Режисер — Діан Кюрі
- Сценарист — Флоранс Кентен
- Оператор — Робер Алазракі
- Композитор — Паоло Буонвіно
- Художник — Тоні Егрі
- Продюсер — Ален Терзян
- Монтаж — Франсін Сандберг